# Saturday Night Live-filmek listája
A Saturday Night Live show alapján készült egész estés filmek listája:

## Bevétel és bemutató
| Film címe               | Bemutató dátuma az USA-ban Zárójelben Magyarországon  | Költségvetés (becsült) | Bevétel      | Bevétel     | Bevétel      |
| Film címe               | Bemutató dátuma az USA-ban Zárójelben Magyarországon  | Költségvetés (becsült) | USA-ban      | USA-n kívül | Összbevétel  |
| ----------------------- | ----------------------------------------------------- | ---------------------- | ------------ | ----------- | ------------ |
| Blues Brothers          | 1980. június 20. (magyar bemutatótól nincs adat)      | 27 millió dollár       | $57,229,890  | $58,000,000 | $115,229,890 |
| Wayne világa            | 1992. február 14. (1992. október 2.)                  | 20 millió dollár       | $121,697,323 | $61,400,000 | $183,097,323 |
| Csúcsfejek              | 1993. július 23. (1994. május 26.)                    | 33 millió dollár       | $21,274,717  | nincs adat  | $21,274,717  |
| Wayne világa 2.         | 1993. december 10. (1994. május 12.)                  | 40 millió dollár       | $48,197,805  | nincs adat  | $48,197,805  |
| Pat, a rejtélyes        | 1994. augusztus 26. (1995. május 18. - videópremier)  | 8 millió dollár        | $60,822      | nincs adat  | $60,822      |
| Stuart Saves His Family | 1995. április 14. (magyar bemutatótól nincs adat)     | 6.3 millió dollár      | $912,082     | nincs adat  | $912,082     |
| Blues Brothers 2000     | 1998. február 6. (1998. június 25.)                   | 28 millió dollár       | $14,051,384  | nincs adat  | $14,051,384  |
| Diszkópatkányok         | 1998. október 2. (1999. szeptember 23.)               | 17 millió dollár       | $30,331,165  | nincs adat  | $30,331,165  |
| Szupersztár             | 1999. október 8. (2000. november 28. - videópremier)  | 14 millió dollár       | $30,636,478  | nincs adat  | $30,636,478  |
| A csajozás ásza         | 2000. október 13. (2001. augusztus 21.- videópremier) | 24 millió dollár       | $13,616,610  | $126,602    | $13,743,212  |
| MacGruber               | 2010. május 21. (magyar bemutatótól nincs adat)       | 10 millió dollár       | $8,525,600   | $797,295    | $9,259,314   |

## Kritikai visszhang
| Év   | Film címe               | Kritikai ráta (százalékban) | Kritikai ráta (százalékban) |
| Év   | Film címe               | Rotten Tomatoes             | Metacritic                  |
| ---- | ----------------------- | --------------------------- | --------------------------- |
| 1980 | Blues Brothers          | 85%                         | N/A                         |
| 1992 | Wayne világa            | 85%                         | 53%                         |
| 1993 | Csúcsfejek              | 33%                         | N/A                         |
| 1993 | Wayne világa 2.         | 60%                         | N/A                         |
| 1994 | Pat, a rejtélyes        | 0%                          | N/A                         |
| 1995 | Stuart Saves His Family | 30%                         | N/A                         |
| 1998 | Diszkópatkányok         | 11%                         | 26%                         |
| 1998 | Blues Brothers 2000     | 45%                         | N/A                         |
| 1999 | Szupersztár             | 32%                         | N/A                         |
| 2000 | A csajozás ásza         | 11%                         | 22%                         |
| 2010 | MacGruber               | 47%                         | 43%                         |